# Frans Halsema
Franciscus Aert Maria (Frans) Halsema (Amsterdam, 13 september 1939 – aldaar, 24 februari 1984) was een Nederlands cabaretier en zanger.

## Biografie

### Jeugd en opleiding
Halsema werd geboren in Amsterdam in een katholiek gezin, als zoon van schrijver-tekenaar Arie Halsema en Maria Hermina Schelvis. Hij had twee broers en een zus. Frans was enige tijd misdienaar en zong in het koor van de patronaatvereniging. Zijn eerste kennismaking met toneelspel waren zijn optredens in de door zijn vader geschreven revuetjes en tussen de schuifdeuren in het 'gezinscabaret'.
Frans had weinig interesse in leren. De derde klas van het mulo verruilde hij voor een beroepsopleiding tot banketbakker, maar hij besloot een half jaar later te gaan werken. Hij ging achtereenvolgens aan de slag bij een kruideniersbedrijf, bij een herenmodezaak, bij een effectenkantoor en op de administratie van een uitgeverij. In zijn vrije tijd zong hij liedjes in cafés en op bruiloften en partijen en hij begeleidde zichzelf daarbij op de accordeon en de piano. Van 1958 tot 1960 was Halsema in militaire dienst, in de Van Braam Houckgeestkazerne te Doorn. Hij deed daar een schrijversopleiding en kreeg de gelegenheid om 's avonds naar de cabaretschool van Bob Bouber in Amsterdam te gaan.

### Theater en televisie

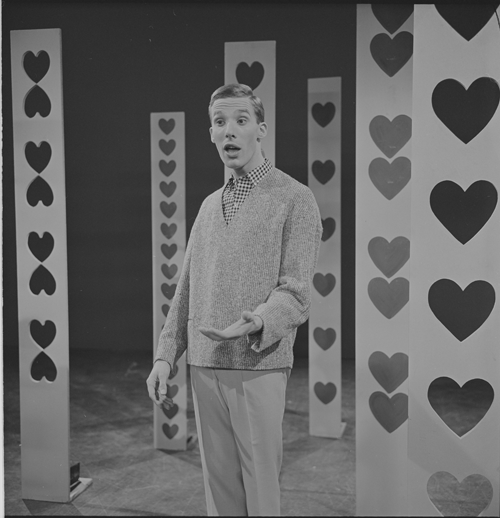
Frans Halsema in 1963

Zijn cabaretdebuut maakte Halsema in 1960, bij het 'Pauze-Cabaret' in de City Music Hall in Amsterdam. Een jaar later ging hij aan de slag bij cabaret 'Lurelei'. Aanvankelijk deed hij dit als pianist en componist, maar na verloop van tijd nam hij ook een deel zang en spel voor zijn rekening. Omdat hij de groep op den duur te commercieel vond worden verliet hij Lurelei in 1964 en solliciteerde bij het ABC-cabaret van Wim Kan en Corry Vonk. Aanvankelijk werd hij daar geweigerd, maar na lang aandringen kon hij toch tot het gezelschap toetreden. Bij het ABC-cabaret leerde hij de fijne kneepjes van het vak en werd hij een veelzijdig cabaretier. Hij leerde daar de danseres Anke Cordess kennen met wie hij trouwde en een zoon kreeg.
In 1967 verliet hij het cabaretgezelschap en begon hij freelance-werk te doen. In 1968 vroeg cabaretier Gerard Cox of hij samen met hem iets wilde doen. Omdat Frans Halsema ook al zoiets aan Adèle Bloemendaal had beloofd, besloten ze gedrieën een programma te maken. Zo ontstond in 1968 Met blijdschap geven wij kennis. Daarnaast maakte hij ook groots opgezette televisieshows waarin hij als zanger, danser en acteur optrad met artiesten uit binnen- en buitenland. Ook nam hij enkele grammofoonplaten op.
In 1971 verscheen het album Portret van Frans Halsema met o.a het lied met de titel Dolf van der Linden een ode aan de Nederlandse dirigent Dolf van der Linden.
Van 1971 tot 1973 speelde hij met Jenny Arean twee seizoenen lang in de musical En nu naar bed van Annie M.G. Schmidt en Harry Bannink. Toen hij met zijn tegenspeelster Arean een verhouding begon liep zijn huwelijk op de klippen. De relatie met Arean hield geen stand.
In 1973 maakte Halsema een tweede programma met Gerard Cox: Wat je zegt ben je zelf. Het werd een succes, maar Halsema vond het naar eigen zeggen 'te plat'. Hij brak met Cox en begon een solocarrière. Dit was aanvankelijk geen succes; het cabaret was te braaf en de mensen bleven weg. Zijn tweede en derde programma sloegen beter aan.
De scheiding van Anke Cordess werd op 26 juli 1976 uitgesproken. In datzelfde jaar kreeg hij een relatie met Ria Groeneveld (programmamaakster bij de KRO), met wie hij in 1981 in een boerderijtje in Dreumel ging wonen.
In 1977 werd het lied Vluchten kan niet meer een hit; een duet met Jenny Arean uit de musical En nu naar bed.
Halsema nam voor de scheerfabrikant Remington een reclameplaatje op.

### Ziekte en dood
Toen Halsema gevraagd werd om op het Boekenbal van 1983 op te treden, moest hij hiervan afzien wegens problemen met zijn stembanden. Wel bereidde hij een nieuw theaterprogramma voor, The show must go on, dat in april 1984 in première zou moeten gaan, maar begin 1984 werd hij opgenomen in het Antoni van Leeuwenhoekziekenhuis in Amsterdam wegens keelkanker. Op 24 februari 1984 overleed hij op 44-jarige leeftijd. Halsema ligt begraven op de Amsterdamse begraafplaats Zorgvlied.

## Na zijn dood
- Op 24 februari 1994 zond de KRO de televisiedocumentaire 'Frans, omzien in vrolijkheid' (1991) van Ria Groeneveld uit, zijn laatste levenspartner.
- In theaterseizoen 2010–2011 maakte Marijn Brouwers een kleine tournee door Nederland met de voorstelling 'Beste Meneer Halsema', een muzikaal eerbetoon aan Frans Halsema.

## Discografie
- 1966 - De laatste tango / Ontmoeting Op De Dam  - 7"single - PHILIPS - JF 333 627
- 1967 - Boekenbal-Lade / Als Ik Bel (Ik Ben Verliefd Op Het Meisje P ...)  - 7"single - PHILIPS - JF 333 694
- 1967 - Ome Nelis Heeft Kleurentelevisie / Madeleine  - 7"single - PHILIPS - JF 333 891
- 1969 - De Training / Zeg Jules ... (Ik Zou Wel Eens Willen Weten)  - 7"single - PHILIPS - JF 336 049
- 1969 - M'n Vlaanderenland / Dat Was Ik  - 7"single - PHILIPS - JF 336 096
- 1969 - Tour De Frans  - 12"lp - PHILIPS - 849 004 PY
- 1969 - Ha!!  - 12"lp - BOEK EN PLAAT - C 145/0
- 1970 - Kaboutertango / Sandra  - 7"single - PHILIPS - 6012 043
- 1971 - Portret Van Frans Halsema  - 12"lp - PHILIPS - 6423 026
- 1971 - Onder De Wollen Deken / De Duitse Herder  - 7"single - PHILIPS - 6012 173
- 1973 - Kamper Uien / De Hanzesteden  - 7"single - DE TROUBADOUR - 6802 139
- 1973 - Zij Maakten Geschiedenis  - 12"lp - PHILIPS - 6401 058
- 1975 - Mokum, Wat Maak Je Me Nou / 't Was Een Lieve Stille Wereld  - 7"single - PHILIPS - 6012 529
- 1977 - Voor Haar  - 12"lp - PHILIPS - 6423 098
- 1978 - Hoogtepunten Uit De One Man Show Van Frans Halsema  - 12"lp - PHILIPS - 6423 109
- 1981 - Ik-Jij / Voor Haar  - 7"single - PHILIPS - 6017 222
- 1981 - Je Moet Er Geweest Zijn - B.V. Nooitgedacht Presenteert: Frans Halsema '81  - 12"lp - PHILIPS - 6423 476
- 1982 - Save The Forest / A Brand-New World  - 7"single - GLOBAL FOREST - 6845 087
- 1984 - 1939-1984  - 12"lp - PHILIPS - 832 632 1
- 1990 - Frans Halsema Zoals Hij Was  - cd - MERCURY - 846 721 2
- 1994 - Voor Haar - Zijn 20 Allermooiste Liedjes  - cd - MERCURY - 522 060 2
- 1997 - Het Beste Van Frans Halsema  - cd - MERCURY - 536 309 2
- 1998 - Vluchten Kan Niet Meer  - cd - ROTATION - 558 501 2
- 2001 - Portret  - 2 cd's - BRIGADOON - BIS 028

### Albums
| Album met eventuele hitnotering(en) in de Nederlandse Album Top 100 | Datum van verschijnen | Datum van binnenkomst | Hoogste positie | Aantal weken | Opmerkingen                                     |
| ------------------------------------------------------------------- | --------------------- | --------------------- | --------------- | ------------ | ----------------------------------------------- |
| Met blijdschap geven wij kennis                                     | 1969                  | 06-12-1969            | 4               | 10           | met Adèle Bloemendaal en Gerard Cox             |
| Tour de Frans                                                       | 1969                  | -                     |                 |              |                                                 |
| Portret van Frans Halsema                                           | 1971                  | -                     |                 |              |                                                 |
| En nu naar bed                                                      | 1972                  | -                     |                 |              | Musical van Annie M.G. Schmidt en Harry Bannink |
| Wat je zegt ben je zelf                                             | 1974                  | 28-09-1974            | 12              | 22           | met Gerard Cox                                  |
| Frans Halsema 1939-1984                                             | 1984                  | 05-01-1985            | 16              | 15           | Verzamelalbum                                   |
| Voor haar                                                           | 1994                  | 12-03-1994            | 14              | 17           | Verzamelalbum                                   |
| Het beste van Frans Halsema                                         | 1997                  | -                     |                 |              | Verzamelalbum                                   |
| Vluchten kan niet meer                                              | 1998                  | -                     |                 |              | Verzamelalbum                                   |
| Portret van Frans Halsema                                           | 2001                  | -                     |                 |              | Verzamelalbum                                   |
| Frans Halsema en Gerard Cox voor altijd                             | 2003                  | -                     |                 |              | met Gerard Cox / Verzamelalbum                  |
| Springlevend                                                        | 2009                  | 21-03-2009            | 7               | 15           | Verzamelalbum                                   |

### Singles
| Single met eventuele hitnotering(en) in de Nederlandse Top 40 | Datum van verschijnen | Datum van binnenkomst | Hoogste positie | Aantal weken | Opmerkingen                                   |
| ------------------------------------------------------------- | --------------------- | --------------------- | --------------- | ------------ | --------------------------------------------- |
| De laatste tango / Ontmoeting op de Dam                       | 1966                  | 04-02-1967            | 25              | 8            | met Maria Lindes                              |
| Ome Nelis heeft kleurentelevisie / Madeleine                  | 1967                  | -                     |                 |              |                                               |
| Kaboutertango / Sandra                                        | 1970                  | -                     |                 |              |                                               |
| Vluchten kan niet meer                                        | 1977                  | 29-10-1977            | 19              | 5            | met Jenny Arean / Nr. 16 in de Single Top 100 |
| Voor haar / Ik jij                                            | 1994                  | -                     |                 |              |                                               |

### NPO Radio 2 Top 2000
| Nummers met noteringen in de NPO Radio 2 Top 2000 | '99  | '00 | '01 | '02  | '03 | '04  | '05 | '06  | '07  | '08  | '09  | '10  | '11  | '12  | '13  | '14  | '15 | '16  | '17  | '18  | '19  | '20  | '21  | '22  | '23  | '24  |
| ------------------------------------------------- | ---- | --- | --- | ---- | --- | ---- | --- | ---- | ---- | ---- | ---- | ---- | ---- | ---- | ---- | ---- | --- | ---- | ---- | ---- | ---- | ---- | ---- | ---- | ---- | ---- |
| Vluchten kan niet meer (met Jenny Arean)          | 233  | 242 | 431 | 445  | 527 | 316  | 231 | 278  | 272  | 280  | 514  | 544  | 629  | 801  | 718  | 1113 | 954 | 1139 | 1212 | 1358 | 1303 | 1442 | 1503 | 1710 | 1668 | 1628 |
| Voor haar                                         | 177  | 141 | 123 | 127  | 110 | 100  | 50  | 56   | 36   | 53   | 69   | 57   | 98   | 109  | 88   | 110  | 115 | 151  | 132  | 179  | 184  | 197  | 217  | 254  | 293  | 254  |
| Zondagmiddag Buitenveldert                        | 1000 | 791 | 931 | 1164 | 917 | 1111 | 970 | 1403 | 1547 | 1209 | 1677 | 1675 | 1786 | 1886 | 1821 | -    | -   | -    | -    | -    | -    | -    | -    | -    | -    | -    |

1. ↑  Een '-' betekent dat het nummer niet was genoteerd en een vetgedrukt getal geeft de hoogste notering van een nummer aan.

### Dvd's
| Dvd met hitnoteringen in de Nederlandse DVD Music Top 30 | Datum van verschijnen | Datum van binnenkomst | Hoogste positie | Aantal weken | Opmerkingen |
| -------------------------------------------------------- | --------------------- | --------------------- | --------------- | ------------ | ----------- |
| Springlevend                                             | 2010                  | 24-04-2010            | 24              | 1            |             |